# Angela Carini
Angela Carini (Nápoles, 6 de octubre de 1998) es una ex-boxeadora italiana.

## Trayectoria
Carini ganó una medalla en el Campeonato Mundial de Boxeo Femenino AIBA 2019.
Compitió en la división de peso wélter femenino en los Juegos Olímpicos de Verano de 2020 en Tokio y fue derrotada en octavos de final por Chen Nien-chin.
Carini, hija de agentes de policía, también se desempeña como oficial en la Polizia di Stato y es atleta en su división deportiva, Fiamme Oro.

### Juegos Olímpicos de Verano 2024
Carini compitió en la división femenina de 66 kg en los Juegos Olímpicos de Verano de 2024 en París.El 1 de agosto se enfrentó a Imane Khelif en una pelea que provocó un intenso debate dentro de la comunidad del boxeo. Durante el combate, Carini, después de recibir un puñetazo en la cara, hizo una señal para que revisaran su casco y finalmente se retiró de la pelea después de cuarenta y seis segundos. El entrenador de Carini comentó más tarde acerca de las preocupaciones sobre su seguridad, destacando la controversia en torno a la decisión del Comité Olímpico Internacional (COI) de permitir que Khelif compita. El COI, sin embargo, defendió su decisión de permitir que ambas boxeadoras compitieran, criticando las acciones de la Asociación Internacional de Boxeo (IBA) como «repentinas y arbitrarias».Más tarde, Carini se disculpó con Khelif, afirmando: «Quiero pedirle disculpas a ella y a todos los demás, estaba enojada porque mis participación en los Juegos Olímpicos se había esfumado. No tengo nada contra Khelif, si volviera a encontrarme con ella, me gustaría abrazarla». 
Una vez finalizado el Torneo, decidió retirarse de la actividad.